# I Married Marge
"I Married Marge" är avsnitt 12 från säsong tre av Simpsons' Avsittet sändes på Fox i USA den 26 december 1991. I avsnittet är Marge orolig att hon återigen är gravid och åker till Dr Hibbert medan Homer berättar för sina nuvarande barn Bart, Lisa och Maggie historien om hur han och Marge gifte sig och fick Bart. Avsnittet skrevs av Jeff Martin och regisserades av Jeffrey Lynch. Avsnittet är den andra flashbackavsnittet i serien efter "The Way We Was". Avsnittet fick en Nielsen rating på 11,9 och det mest sedda programmet på Fox under sändningsveckan. Historien och Lisas födelse finns i "Lisa's First Word" och historien om Maggie i "And Maggie Makes Three". Julie Kavner fick en Primetime Emmy Award för "Outstanding Voice-Over Performance" för arbetet med avsnittet.

## Handling
Marge och Homer är oroliga över att Marge kan vara gravid igen efter ett graviditetstest som ger ett osäkert resultat, så Marge åker till Dr Hibberts kontor för att ta ytterligare ett test. Medan de väntar berättar Homer för Bart, Lisa och Maggie historien om hur han och Marge gifte sig, och om Barts födelse. Händelsen inleds 1980 då Homer arbetar på bangolfbanan Sir Putt-A-Lot's Merrie Olde Fun Centre och dejtar Marge. En kväll har de umgänge på bangolfbanans slott efter att ha sett Rymdimperiet slår tillbaka. Några dagar senare känner Marge sig sjuk och de åker till Dr Hibbert, som berättar att Marge är gravid. Homer är mindre glad över nyheten, men älskar Marge och vill gifta sig med henne nu.
De bestämmer sig för att döpa den nya babyn till Bart och de gifter sig i Shotgun Pete's 24 Hour Wedding Chapel. Homer flyttar in till Marges föräldrabostad och irriterar Marges mamma och hennes systrar Patty och Selma. Homer upptäcker att hans lön inte räcker till längre och han söker ett nytt jobb på Springfields kärnkraftverk men får inte jobbet. När indrivaren senare få ta Marges vigselring lämnar Homer Marge, för att komma tillbaka då han kan försörja familjen.
Homer börjar jobba på tacorestaurangen "Gulp 'N' Blow", där Patty och Selma hittar honom. Selma tycker synd om Marge, som sörjer över att Homer är borta och berättar, trots Pattys motvilja, sanningen om vad Homer gör idag. Marge åker till restaurangen och övertalar Homer att flytta tillbaka till henne, då hon fortfarande älskar honom. Homer bestämmer sig för att återigen ansöka om arbete på kraftverket, och samtalar direkt med VD:n Mr. Burns om varför han är den perfekta medarbetaren. Burns är så imponerad att han anställer Homer på en gång. När Homer återvänder till Marges hus berättar hans svärmor att Marge är på sjukhuset. Han åker dit och möter Marge, Selma och Patty. Trött på hennes svägerskors hat mot honom berättar Homer att han nu kan försörja familjen, då han har ett nytt och välbetalt jobb. Strax därefter förlöser Marge deras första barn, Bart. Efter att Homer berättat klart historien kommer Marge tillbaka och berättar att hon inte är gravid, och de båda är överlyckliga.

## Produktion
"I Married Marge" skrevs av Jeff Martin och regisserades av Jeffrey Lynch. Det var det andra tillbakablicksavsnittet från Simpsons och en uppföljare till "The Way We Was", som berättar historien om hur Homer och Marge träffades i gymnasiet.
Exekutiva producenten Sam Simon var orolig över att författarna skulle vara ineffektiva med arbetet och trodde att de tre akterna av Homer och Marges äktenskap, Barts födelse och Homer nya jobb skulle varit i tre avsnitt istället för ett och samma. Inför avsnittet var produktionspersonalen bekymrade över hur animeringen såg ut av karaktärernas ögon, eftersom pupillerna var större än normalt, vilket gör att figurerna såg stela ut och ögonen var för runda och stora. Animatörerna vid animationsstudion i Sydkorea, där mycket av animeringen äger rum, hade börjat göra ögonen efter en mall, som enligt Lynch resulterade i ovanligt runda ögon som ser lite väl stora ibland ut och alldeles för perfekta. Marge utformades med kortare hår i avsnittet för att man skulle få henne att verka yngre. Lynch tyckte det var trevligt att se Marge i en yngre och, mer attraktiv utseende.

## Kulturella referenser
Titeln till avsnittet är en referens till den amerikanska TV-serien "I Married Joan". När Marge misstänktes vara gravid på nytt, ville Bart namnge barnet efter rapparen Kool Moe Dee, medan Lisa vill namnge henne efter Ariel, från Den lilla sjöjungfrun. När Marge och Homer lämnar biografen, förstör Homer slutet på Star Wars-filmen för kommande biobesökare som väntade på nästa visning med att berätta slutet. Han säger också att Marge är lika vacker som Prinsessan Leia och lika intelligent som Yoda.
Homers möte med donutleveransmannen som levererar donuts till kärnkraftverket är en referens till en scen i filmen Kalle och chokladfabriken. Homer och Barney Gumble tittar på Charlies änglar när Marge ringer och berättar att hon tror hon är gravid. Även en affisch av Farrah Fawcett, en medlem i Charlies änglar, hänger på väggen i Barneys lägenhet. Skylten utanför vigselkapellet liknar Vegas Vic från Pioneer Club i Las Vegas. När Homer återvänder till kärnkraftverket för att söka jobbet en andra gång spelar Mr. Burns spelet Ms. Pac-Man. I avsnittet nämns för första gången Burns assistent Smithers förnamn, Waylon, efter Wayland Flowers.

## Mottagande
Avsnittet sändes 26 december 1991 och hamnade på plats 27 över mest sedda program under veckan och fick en Nielsen rating på 11,9 vilket ger 11 miljoner hushåll. Avsnittet var det mest sedda programmet på Fox under sändningsveckan. Rösten till Marge, Julie Kavner fick en Primetime Emmy Award för "Outstanding Voice-Over Performance" för arbetet med avsnittet.
Pete Oliva från North Texas Daily berömde författaren till att göra den historiska berättelsen som trovärdig och inte krystat eller hastigt genomtänkt. Från DVD Movie Guide anser Colin Jacobson att avsnittet var söt och roligt och en bra del i historien om familjen. Nate Meyers från Digitally Obsessed gav avsnittet betyg 5/5 han anser att scen med Marges systrar Patty och Selma, är de roligaste delen av avsnittet. Meyers anser också att episodens klimax är ett stort ögonblick för Homer och showens fans. Molly Griffin från The Observer har sagt att avsnittet är en av tre säsongens avsnitt som gjorde showen till den kulturella kraft som den är idag.